# Президентские выборы в Эквадоре (1883)
Непрямые президентские выборы в Эквадоре для избрания временного конституционного президента и временного конституционного вице-президента проходили в 1883 году на 10-м Учредительном собрании. В результате победу действующим президентом стал Хосе Пласидо Кааманьо для временного осуществления власти до избрания президента.

## Предвыборная обстановка
В 1882 году президент Игнасио де Вейнтемилья был вынужден передать президентское командование, потому что конституция 1878 года запрещала переизбрание. Города Кито и Гуаякиль провозгласили диктатуру Игнасио де Вейнтимильи, что вызвало серию восстаний по всей стране.
Восстановительным армиям под командованием генерала Франсиско Хавьера Салазара удалось захватить город Кито и посадить в тюрьму главу гарнизона Марьетту де Вейнтимилью 10 января 1883 года. Хосе Мария Сарасти изгнал диктатора из Гуаякиля 9 июля 1883 года.
Временное верховное правительство, которое управляло страной после свержения диктатора Игнасио де Вейнтемиллы, было распущено, чтобы освободить место для проведения 10-го Учредительного собрания 11 октября того же года, состоящего в основном из участников переходного правительства консервативных и либеральных партий и их различные фракции, большинство из которых представляли собой прогрессивную фракцию в рамках Консервативной партии, получившей временное командование во время переходного периода.

## Результаты
В начале своей работы 10-е Учредительное собрание передало власть своему вице-президенту Рамону Борреро, поскольку депутаты не смогли избрать временного президента из-за постоянных жеребьёвок и отсутствия абсолютного большинства голосов, что заняло 4 дня и десятки переголосований. Депутаты назначили временного вице-президента из прогрессистов, чтобы выйти из тупика.
Большинство ассамблеи относилось к прогрессивной фракции и предложило двух кандидатов в президенты: Хосе Марию Пласидо Кааманьо и Рафаэля Переса Пареху. Первичные выборы внутри блока привели к ничьей, поэтому они определили кандидатуру, подбросив монетку, в результате чего Кааманьо стал кандидатом в президенты, а кандидатура на пост вице-президента была отдана Пересу.
Кааманьо правил в соответствии с Конституцией 1861 года, пока не была принята новая конституция, и конституция Вейнтемилья не была отменена.

### Временный президент
| Кандидат               | Голоса |
| ---------------------- | ------ |
| Хосе Пласидо Кааманьо  | 34     |
| Хосе Мануэль-и-Каррион | 27     |
| Пустые бюллетени       | 1      |

### Временный вице-президент
| Кандидат                             | Голоса |
| ------------------------------------ | ------ |
| Рафаэль Перес Пареха                 | 39     |
| Пустые бюллетени                     | 16     |
| Источник: Tribunal Supremo Electoral |        |